# Gešer – Merkaz cijoni dati
Gešer-Merkaz cijoni dati (hebrejsky גשר – מרכז ציוני דתי‎, doslova Most-Náboženský sionistický střed) byla izraelská politická strana existující krátce během roku 1984.

## Okolnosti vzniku a ideologie strany
Vznikla 29. května roku 1984, když se dva poslanci Knesetu Zevulun Hammer a Jehuda Ben Me'ir odtrhli od strany Mafdal (Národní náboženská strana). Šlo přitom o významné politiky. Hammer tehdy zastával post ministra školství a Ben Me'ir byl náměstkem ministra zahraničních věcí. Slovo Gešer obsažené v názvu nové frakce nesouvisí s politickou stranou Gešer, ale odkazuje na jméno mládežnické organizace strany Mafdal. Existence nové politické strany ale trvala jen několik týdnů. Již 12. června roku 1984 se oba vrátili do poslaneckého klubu Mafdal. Jehuda Ben Me'ir později, koncem 80. let 20. století odešel z Mafdalu znovu a založil trvalejší novou politickou formaci nazvanou Mejmad. Naopak Hammer ve straně Mafdal vytrval a stal se jejím předsedou.